# Jonathan Levy
Jonathan Romar Levy (* 15. November 1982 in Los Angeles, Kalifornien) ist ein ehemaliger US-amerikanischer Basketballspieler, der von 2004 bis 2010 in der österreichischen sowie der deutschen Basketball-Bundesliga spielte. Nach einer Saison in der ProA beim späteren Aufsteiger „s.Oliver Baskets“ aus Würzburg wechselte Levy nach Ungarn, wo er bis 2014 spielte.

## Karriere
Nach seiner Zeit am US-College California State University, San Bernardino für die Hochschulmannschaft Coyotes in der California Collegiate Athletic Association der NCAA Division II wechselte Levy 2004 nach Österreich zum Erstligisten BSC Raiffeisen Panthers Fürstenfeld, seinem ersten Verein in Europa. Mit rund 20 Punkten im Schnitt wurde Levy auf Anhieb Leistungsträger in Fürstenfeld, die Vereinsführung bot ihm bereits während der laufenden Saison einen neuen Vertrag über weitere zwei Jahre an, den der Shooting Guard jedoch ablehnte.
Im Sommer 2005 spielte Levy in seinem Heimatland für die Kansas Cagerz in der United States Basketball League. Sein Trainer war dort Mike Taylor und war dies auch beim deutschen Zweitligisten Ratiopharm Ulm, zu dem Levy wechselte. Er stieg mit der Mannschaft 2006 in die Basketball-Bundesliga (BBL) auf. Levy war der beste Korbschütze der Aufstiegsmannschaft. In der Bundesliga-Saison 2006/07 sicherten Levy und die Ulmer frühzeitig den Klassenerhalt. Er wechselte anschließend zum Ligakonkurrenten NewYorker Phantoms Braunschweig. Für die Niedersachsen erzielte er in der Spielzeit 2007/08 im Mittel 10,4 Punkte sowie in der Runde 2008/09 9,6 Punkte je Begegnung. Nachdem sich die Braunschweiger erneut nicht für die Play-offs qualifiziert hatten, bekam er keinen neuen Vertrag und wechselte 2009 zurück nach Österreich zu den Oberwart Gunners, die sich jedoch in der ÖBL-Saison 2009/10 gegenüber dem Vorjahr nicht verbessern konnten. Daraufhin wechselte er erneut in die zweite deutsche Liga, die mittlerweile als ProA organisiert war. Hier errang er mit den S.Oliver Baskets Würzburg in der ProA-Spielzeit 2010/11 hinter dem überragenden FC Bayern München den zweiten Platz und den Aufstieg in die erste Liga.
Nach einem Trainerwechsel bekam Levy keinen neuen Vertrag beim Aufsteiger in Würzburg und setzte seine Karriere 2011 in Ungarn beim Erstliga Aufsteiger SZTE aus Szeged fort. Nach einer Spielzeit wechselte er zum etablierten Ligakonkurrenten und früheren Meister Falco KC aus Szombathely, der seinen Vertrag in der Saison 2012/13 jedoch frühzeitig beendete, worauf sich Levy zum Jahresbeginn 2013 Atomerőmű SE aus Paks anschloss. Dort ersetzte er den verletzten Nick Williams, selbst zu Beginn der Bundesliga-Saison 2011/12 beim deutschen Erstligisten Phantoms Braunschweig aktiv.